# Eatonton
Eatonton es un pueblo ubicado en el condado de Putnam en el estado estadounidense de Georgia. En el censo de 2000, su población era de 6.764.

## Demografía
En el 2000 la renta per cápita promedia del hogar era de $25,391, y el ingreso promedio para una familia era de $31,571. El ingreso per cápita para la localidad era de $12,993. Los hombres tenían un ingreso per cápita de $26,703 contra $20,013 para las mujeres.

## Geografía
Eatonton se encuentra ubicado en las coordenadas 33°19′35″N 83°23′16″O / 33.32639, -83.38778 (33.326302, -83.387798).
Según la Oficina del Censo, la localidad tiene un área total de 53,5 km² (20,7 mi²), de la cual 53,2 km² (20,5 mi²) es tierra y 0,3 km² (0 mi²) (0.50%) es agua.